# Klissza
Klissza (horvátul: Klis, olaszul: Clissa) falu és község Horvátországban Split-Dalmácia megyében.

## Fekvése
Splittől 7 km-re északkeletre, a Kozjak- és a Mosor-hegység között fekszik. Településrészei Rupotina (Gornja és Donja), Megdan, Belimovača, Grlo, Brdo, Kurtovići, Ozrna (Gornja, Srednja és Donja), Varoš, Kosa és Majdan a két hegység részben mezőgazdasági művelésre alkalmas teraszos lejtőin helyezkednek el.

## A község települései
Közigazgatásilag Brštanovo, Dugobabe, Konjsko, Korušce, Nisko, Prugovo, Veliki Bročanac és Vučevica települések tartoznak hozzá.

## Nevének eredete
Neve a latin clausus (= körülzárt) szóból származik.

## Története

### Klissza története a tatárjárásig
A régészeti leletek tanúsága szerint az ember már a kőkorszakban letelepedett a mai Klissza területén. Különösen jelentős új kőkori leletek kerültek elő a Mihovilovićnál található Krčina-barlangból, melyek nagyon fejlett állattartásra (főként juh és kecske) utalnak. A térség első ismert lakói az illírek egyik törzse a dalmátok voltak, akik az i. e. 3. és 2. században telepedtek le a Krka és a Cetina folyók közötti területen. Erődített településeiket a jól védhető magaslatokra építették, ahonnan ellenőrizni tudták a környező területeket is. Ilyen erődített települések álltak a község területén a Kozjak- és a Mosor-hegységben több magaslaton is.  I. e. 119-ben Dalmácia a terjeszkedő Római Birodalom uralma alá került. Az illírek még i. e. 12-ben rövid időre visszafoglalták a térség legjelentősebb városát Salonát, de miután a rómaiak leverték a 6. és 9. között zajlott utolsó illír felkelést is megindult a terület békés fejlődése. A római korban Klissza a tartományi főváros peremvidékéhez tartozott és még nem bírt nagyobb jelentőséggel. A pogány szlávok és avarok megújuló támadásai miatt 614-ben a romanizált lakosság elhagyta Salonát és vidékét és biztonságosabb tengerparti településekre; Splitbe és Trogirba költözött át. Helyükre horvát nemzetségek telepedtek le és Klissza egyike lett a fehér horvátok tizenkét nemzetségi központjának. A Klisszai zsupánság a Trogir melletti Resniktől a Kozjak- és Mosor-hegységeken át egészen a Cetina jobb partjáig, a mai Omišig, majd délen a Žrnovnica-patakon át Dujmovačáig terjedt. Klissza legkorábbi említése 852-ből I. Trpimir horvát fejedelem okleveléből való, aki saját fejedelmi birtokának nevezi. A közelben fekvő Rižinice mellett megalapította az első horvát bencés kolostort is. A 9. század második felében a horvát fejedelmek gyakran tartózkodtak itt. Ezt erősíti meg Muncimir horvát fejedelem 892-ben kelt oklevele is, mely Sidibrag klisszai zsupán tisztségében való megerősítéséről tanúskodik. A horvát nemzeti királyi dinasztia kihalása után Klissza elveszítette korábbi jelentőségét, és a Magyar Királyság része lett. Királyi birtokként a horvát bánok igazgatása alatt állt.

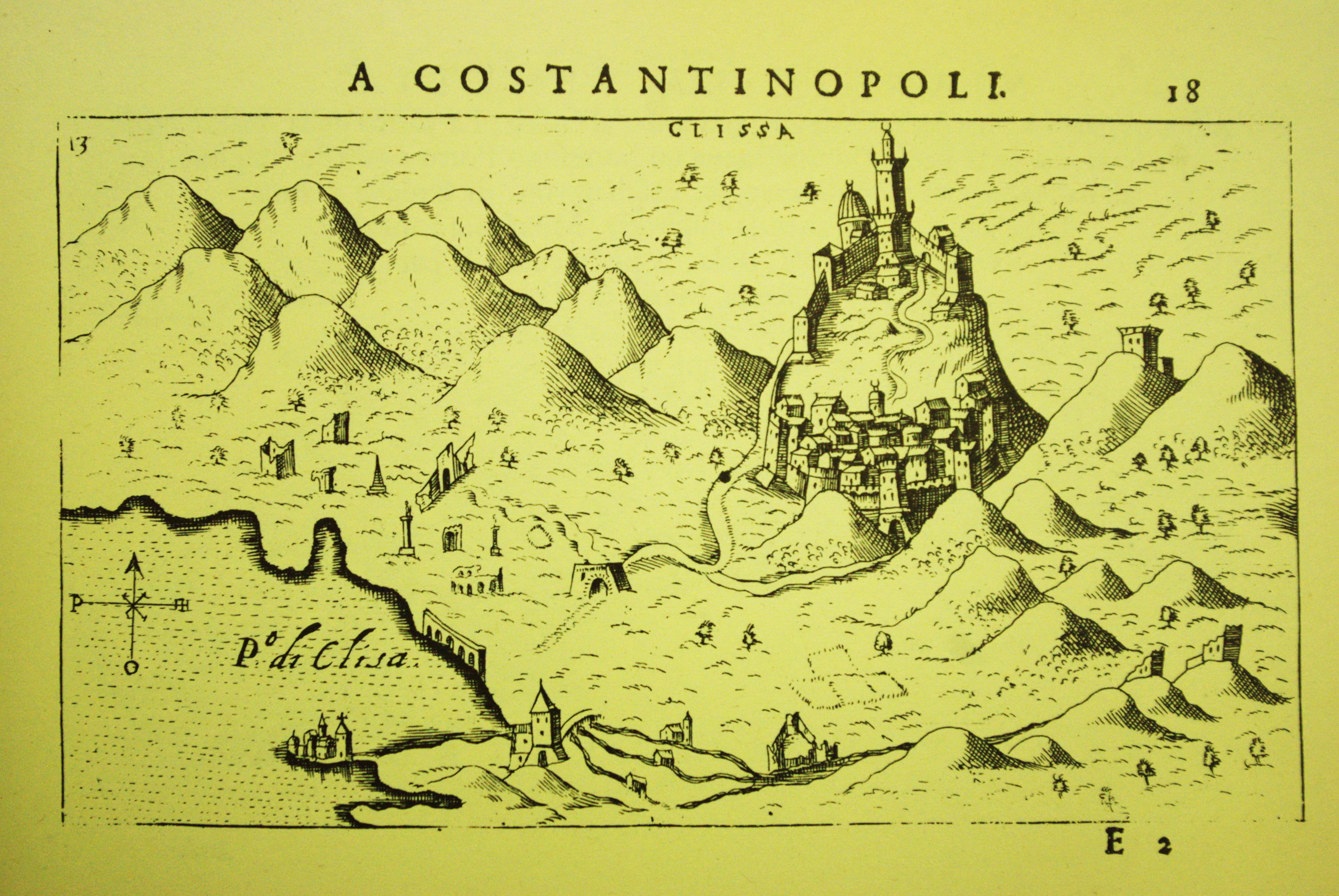
Klissza Giuseppe Rosaccio 1598-ban készített térképén

### Klissza története a tatárjárástól a török hódításig (1242-1537)
A vesztes muhi csata után IV. Béla király előbb Ausztriába, majd Horvátországba menekült. 1242-ben Gradecen aranybullát bocsátott ki, családját pedig Splitbe (Spalato) küldte. A splitiek azonban azt tanácsolták a királynénak, hogy gyermekeivel a megerősített Klissza várába húzódjon vissza, ahol I. Osl nembeli Herbord comes őrizte és védelmezte a tatároktól. Béla nemsokára követte családját Klisszába, majd innen az akkor még szigeten álló Trogir (Trau) várába menekült tovább Klisszát a horvát védők oltalmára bízva. A Kajdán kán vezette tatár hadak 1242 márciusában érkeztek Klissza alá, melyet nem tudtak bevenni, így elvonultak a vár alól. Miután a királyi család visszatért Klisszába, két lányuk, Margit és Katalin meghalt. Testüket a spliti Szent Dujam székesegyház főbejárata fölé elhelyezett kis szarkofágban temették el. Itt született a király lánya, Árpád-házi Szent Margit, akit az ország szabadságáért cserébe itt ajánlott Isten szolgálatába. IV. Béla halála után a bribiri grófok, a Šubićok lettek a Gvozd-hegységtől délre eső területek urai. Šubić I. György gróf kedvenc tartózkodási helye Klissza volt, ahonnan a tengermelléki városokat ellenőrizte. Az 1348-ban meghalt Mladin III. Šubić gróf halála után az örökösek között több évig húzódó viszály tört ki, végül Klissza I. Lajos magyar király idejében, még 1370 előtt újra királyi vár lett. A 14. század végén Klissza I. Tvrtko bosnyák király uralma alá került. A Lajos király halála utáni válság idején 1387-ben ugyanis a klisszai nemesek felajánlották a várat Tvrtkónak, ha visszakaphatják a Šubićok uralma idején élvezett kiváltságaikat. Miután a király ezt megígérte sereget küldött a birtokba vételére. Klisszába érkezett Palisnai János vránai johannita perjel is, aki szintén felajánlotta szolgálatait Tvrtkónak aki haláláig 1391-ig volt a vár ura. 1394-ben Garai Miklós bán Klisszát újra visszavette a Luxemburgi Zsigmond királynak. 1401 és 1434 között Klissza Nepilić János uralma alatt állt, aki a „cetinai, klisszai, rámai és omiši gróf „ címet használta. Halála után házassága révén Frangepán János cetini gróf birtoka lett volna, de őt a király nem erősítette meg birtokában, így özvegyétől Tallóci Matkó békés úton szerezte meg. Miután őt I. Ulászló magyar király megerősítette a várat egészen 1458-ig megtartotta. 1463-ban az Oszmán Birodalom elfoglalta Boszniát és ezzel megkezdődtek a Dalmácia elleni török támadások. Az első Klissza elleni sikertelen támadást 1515-ben Iszkender Ornosović bég vezetésével hajtotta végre a török. A következő években a Kruzsics Péter várkapitány vezette uszkókok egymás után verték vissza a török sereg ostromait, melyeknek meg kellett elégedniük a vár alatti település kifosztásával és felgyújtásával.
 Különösen súlyossá vált a hadi helyzet az 1526-os mohácsi vereség után.  1527-ben a török megszállva a környező területeket Klisszát elszigetelte az ország többi részétől. 1530-ban jelentős erődítési munkák folytak annak érdekében, hogy a vár minél tovább ellenálljon a támadásoknak. Kruzsics több őrtornyot is építtetett a környező magaslatokon, így a Klisszától északra fekvő Konjsko határában, a Kozjak- és a Mosor-hegység közötti kereskedelmi út mentén és a Kozjak-hegységben mai Kulinánál. 1531-ben Huszref bég Salona keleti falainál új erődöt építtetett, mely elzárta a Split városa felé vezető, addig még szabadon járható utat. 1532. szeptember 17-én a klisszai uszkókok ezt a török erősséget teljesen megsemmisítették. Erre válaszul 1534-ben a Mehmed boszniai szandzsákbég és Piri hercegovinai szandzsákbég vezette török hadak egy álló hétig ágyúzták Klissza falait, de ezúttal sem értek el eredményt. Hasonló sikertelenséggel támadtak 1535-ben és 1536-ban is. Kruzsics Péter 1537. március 11-ről 12-re virradó éjszaka a salonai kikötőből észrevétlenül partra szállva támadta meg a salonai török erődöt és túlerőben levő török hadakat. Ennek az ütközetnek a során került sor arra a párviadalra, melynek során Atli aga megölte őt és fejét lándzsára tűzve felmutatta Klissza védőinek. A kapitányukat veszített uszkókok erre meghátráltak és elhagyták a várat. 
 Többségük Zenggbe húzódott vissza, ahol tovább folytatták a török elleni harcot. Kruzsicsot a trsati Szűz Mária templomban temették el, ahol nemsokára a teste mellé került a feje is, melyet nővére Mária kiváltott a töröktől. A sír ma is látható az oltár előtt a jobb oldalon.

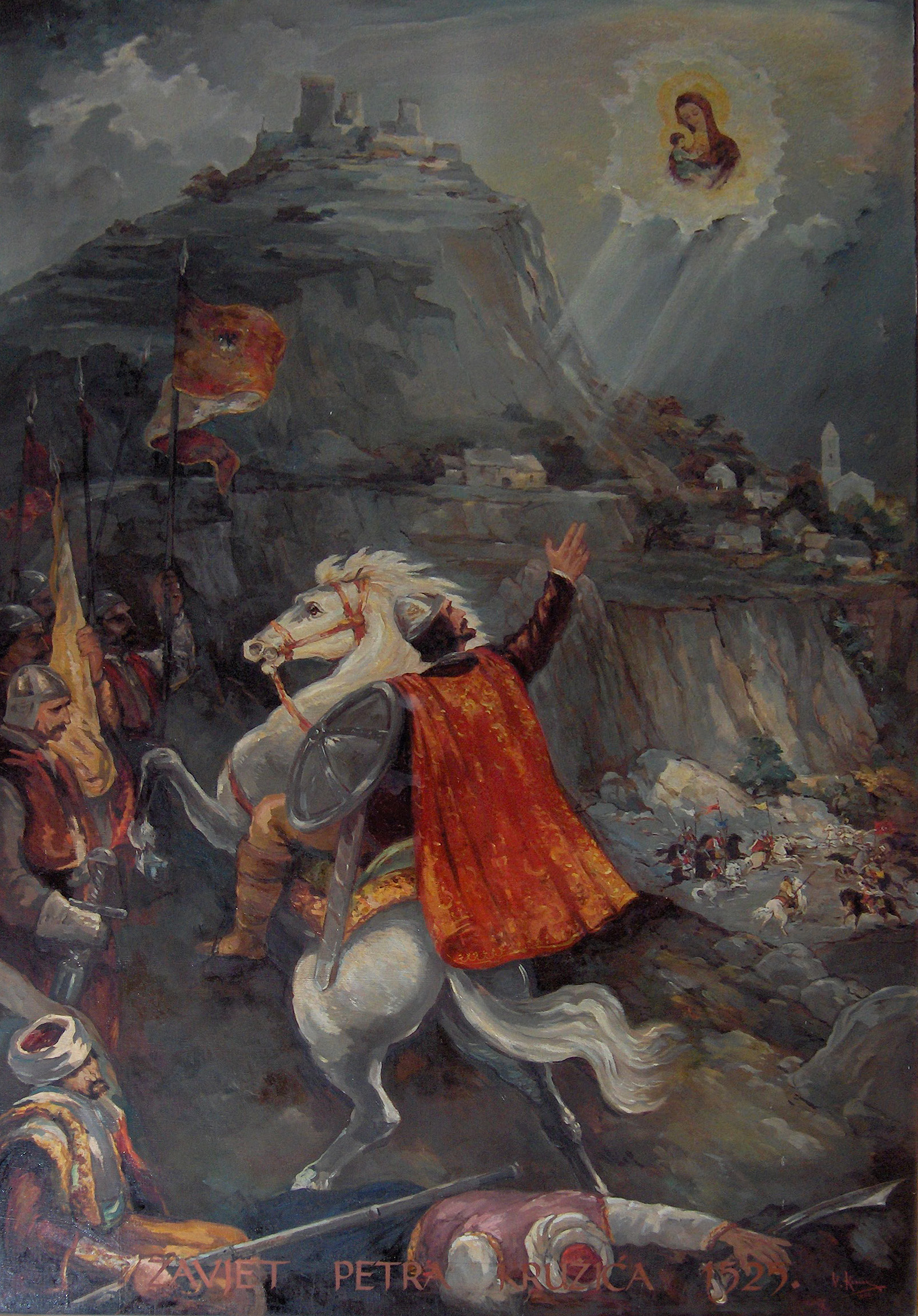
Kruzsics Péter legyőzi a törököt – festmény a trsati Szűz Mária templomból

### Klissza története a török hódítástól napjainkig
Klissza elfoglalása után rögtön török szandzsák székhelye lett. A Klissza-likai szandzsák magában foglalta a livnoi, a grahovoi és a korbavai mezőt, valamint Dalmácia szárazföldi részét Poljicától a velebiti Podgorjáig. Később két önálló szandzsákra oszlott, a Klisszaira és a Likaira. Az újraalapított Klisszai szandzsákhoz Drniš és Vrlika vidéke, Bunićon, Bilajon és Plevalján át a Neretvától északra fekvő Rámáig terjedő terület tartozott. Az első szandzsákbég Murat bég Tardić volt, majd őt Malkoč bég Karaosmanović követte. A klisszai és a spliti területek határa nem volt egyértelműen kijelölve és ez több fegyveres összecsapáshoz is vezetett, végül 1576-ban egy bizottság állapította meg a végleges határvonalat.
A velenceiek többször is megkísérelték Klissza visszafoglalását. Ezen akciók közül a legsikeresebb 1596. április 7-én történt, amikor az Ivan Alberti és Nikola Cindra vezette spliti nemesi sereget uszkókok, valamint poljicai, kaštelai és brači vitézek is segítették. A vár azonban nem sokáig maradt velencei kézen. Musztafa szandzsákbég több mint tízezer oszmán harcossal vonult a falai alá. A mintegy ezer velencei védőt a Lenkovics György kranjai és horvátországi főkapitány vezette ezerötszáz uszkók harcos kívülről támogatta. A védők hősies küzdelme azonban kevés volt a túlerő ellen és a várat május 31-én kénytelenek voltak feladni.
Klissza végleges felszabadítására csak 1648-ban a kandiai háború során került sor. A Leonardo Foscolo vezette velencei hadak már az év elején felszabadították Drniš környékét, majd Knin irányában támadva elfoglalták Vrlikát. Rövid pihenő után március elején Foscolo tízezer harcossal szállt partra Salonánál, majd 16-án Scota grófot a Klisszától nyugatra fekvő Greben elfoglalására küldte. A vár ostroma a Grebenről zúdított ágyútűzzel kezdődött, majd az uszkókok berobbantották a főkaput. A kapu után első védővonal lerohanását követően azonban a keresztény sereg fosztogatásba kezdett, melynek következtében nagy veszteségek érték. Miután Stipan Sorić és Vuk Mandušić megverték Tekeli pasa felmentő seregét a védők belátták, hogy a várat nem tarthatják tovább és tárgyalásba bocsátkoztak. Több napos alkudozás után végül beleegyeztek a vár feladásába és elvonulásuk után április 6-án Salona kikötőjében hajóra szálltak. A kivonulás közben zavargás tört ki, melynek során a poljicaiak levágták a gyűlölt Ahmet agát és kíséretét. A kandiai háború 1669-ben békekötéssel végződött, melynek során az új határt Klisszától északra húzták meg, de a Klisszára vonatkozó végleges határ megállapodást csak 1671. október 24-én írták alá Salonában. Ezt követően a velenceiek mintegy négyszázötven petropoljei és zagorai katolikus horvát családot (köztük mintegy ezer katonát) telepítettek Klissza, Salona, Stobreč, Žrnovnica, Kamen és Strožanac környékére.
A háborús események ezzel még nem értek véget. 1657-ben Seid Ahmet boszniai pasa több mint nyolcezer emberrel támadt Split irányába, hogy a várost elfoglalja. Grebent el is foglalta, azonban a vár falai alatt súlyos vereséget szenvedett. 1668-ban Baraković aga támadt néhány száz emberrel Klisszára, de ő is vereséget szenvedett. Klissza vára fontos velencei erősség volt a moreai háború (1684-1699) során is, mely során a törököt végleg kiszorították a dalmáciai területekről.
1797-ben a Velencei Köztársaság megszűnésével a település a Habsburg Birodalom része lett. 1806-ban Napóleon csapatai foglalták el, 1809-ben a francia Illír tartományok része lett, de Napóleon lipcsei veresége után 1813-ban újra az osztrákoké lett, az első világháború végéig. A településnek 1857-ben 1082, 1910-ben 2018 lakosa volt. Az első világháború után rövid ideig az Olasz Királyság, ezután a Szerb-Horvát-Szlovén Királyság, majd a Jugoszláv Királyság része lett. A második világháború idején olasz csapatok szállták meg. A háború után a szocialista Jugoszlávia része lett. Lakossága 2011-ben 3001 fő volt.

## Lakosság

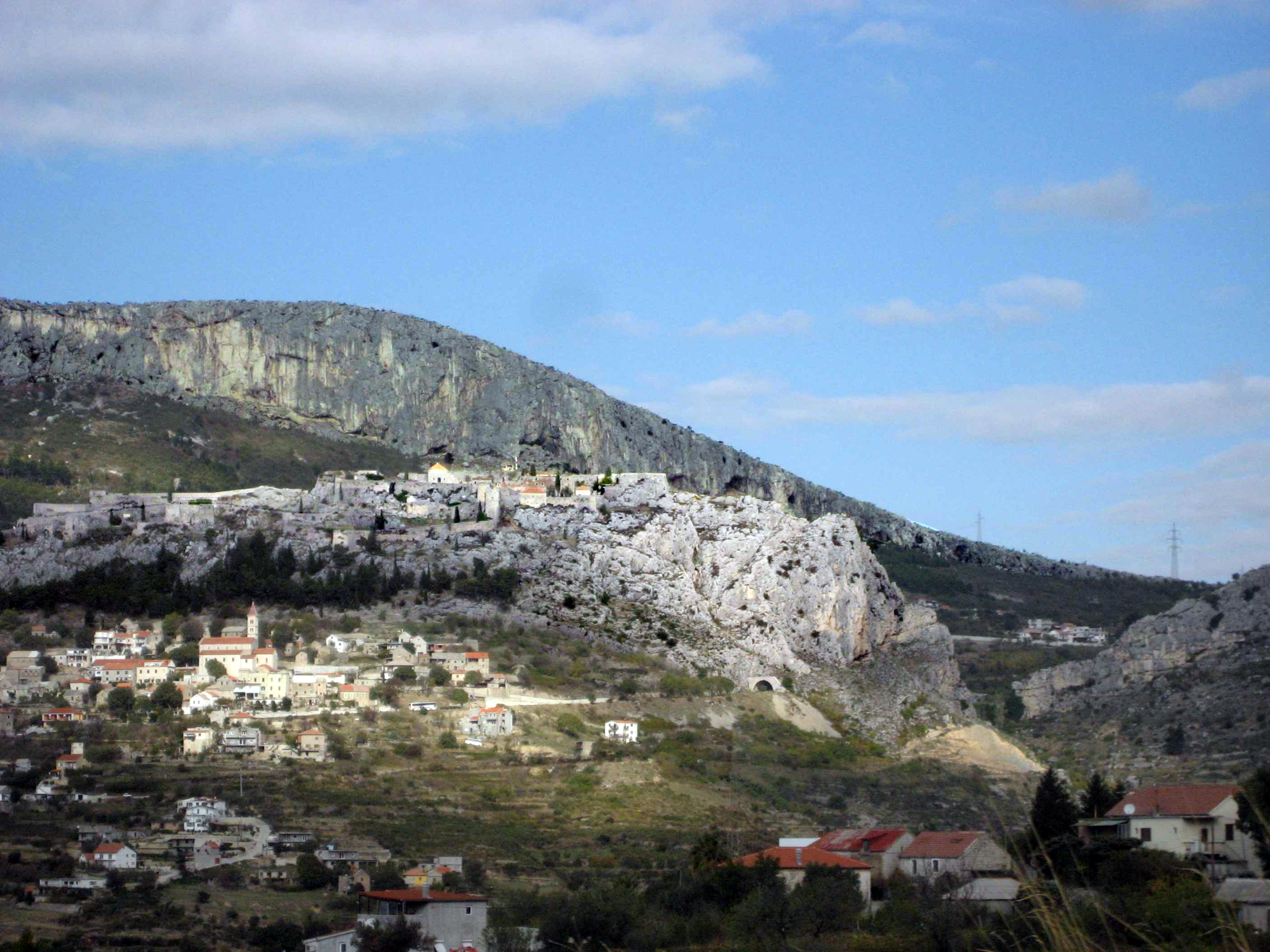
Klissza látképe nyugatról – a vár szinte egybeolvad a sziklás hegygerinccel

| Lakosság változása | Lakosság változása | Lakosság változása | Lakosság változása | Lakosság változása | Lakosság változása | Lakosság változása | Lakosság változása | Lakosság változása | Lakosság változása | Lakosság változása | Lakosság változása | Lakosság változása | Lakosság változása | Lakosság változása | Lakosság változása |
| ------------------ | ------------------ | ------------------ | ------------------ | ------------------ | ------------------ | ------------------ | ------------------ | ------------------ | ------------------ | ------------------ | ------------------ | ------------------ | ------------------ | ------------------ | ------------------ |
| 1857               | 1869               | 1880               | 1890               | 1900               | 1910               | 1921               | 1931               | 1948               | 1953               | 1961               | 1971               | 1981               | 1991               | 2001               | 2011               |
| 1.082              | 1.196              | 1.248              | 1.442              | 1.704              | 2.018              | 2.212              | 2.700              | 2.251              | 2.364              | 2.464              | 2.176              | 1.827              | 2.320              | 2.557              | 3.001              |

## Nevezetességei
- Klissza vára a horvát várépítészet egyik legjelentősebb alkotása. Stratégiailag fontos helyen áll, egykor a Kozjak- és a Mosor-hegység közötti hegyszoros keleti oldalát védte. A vár egy északkelet-délnyugati irányú 223 méter magas sziklás gerincre épült olyan módon, hogy nagy távolságról az épületeket meg sem lehet különböztetni a szikláktól. Ezt a hatást a mészkősziklákra három szintben épített nagyméretű mészkőtömbökkel érték el. Három oldalról teljesen megközelíthetetlen, az egyetlen bejárat az északnyugati oldalon található. Az északi oldal különösen meredek, míg a déli oldal valamivel lankásabb. Erősségét a számos sikertelen ostrom jól bizonyítja. Az ostromlók szemszögéből a legfontosabb stratégiai pontot a vártól északra emelkedő Greben nevű magaslat jelentette, ahonnan tüzérséggel hatásosan lehetett támadni. Alaprajza szűk, hosszúkás alakzatot mutat. A szűk hely miatt a későbbi hozzáépítések eltüntették a korábbi rétegeket, pedig a helyén már az ókorban illír erődítmény állt. A ma is látható falak legnagyobb részét a velenceiek és az osztrákok építették a vár korszerűsítése során. A török uralom idején nem építettek hozzá. Az egyetlen török uralom idején emelt építménye a dzsámi (a mai Szent Vid templom) és a kút. Klissza birtoklása a Splitből Sinj és tovább Bosznia felé irányuló intenzív kereskedelem ellenőrzését is jelentette, mely mind a Velencei Köztársaságnak, mind az Oszmán Birodalomnak alapvető érdeke volt.
- A dzsámi a harmadik védőfal mögött, a velenceiek által épített Bembo és Malipiero bástyák között található. Négyszögletű alaprajzú, kisméretű épület melyet az magyaráz, hogy kizárólag a várőrség részére építették. Közvetlenül 1537, Klissza török elfoglalása után épült, és Klissza meghódítójának tiszteletére Murat bég Tardić nevét viseli. A hagyomány úgy tartja, hogy eredetileg az akkori török uralkodó nevét viselte, ezért a horvátok főként Nagy Szulejmán dzsámiként ismerik. A nemrégiben végzett feltárások a helyén megtalálták a kora középkori Szűz Mária templomocska alapjait. A dzsámi megmunkálatlan kövekből épült, felül kupolával. Az oldalfalak és a kupola közötti átmentet a kétrészes tambura (kupoladob) biztosítja, mely előbb nyolcszögű, majd ötszögű formát vesz fel és jellegzetes keleti díszítőelemek láthatók rajta. Érdekesség, hogy ezek a keresztény templommá való átalakítás után is megmaradtak. A templom tájolását azonban megváltoztatták oly módon hogy a régi bejáratot elfalazták és a délnyugati oldalon új bejáratot nyitottak. Az egykori minaretet lebontották és a nyugati oldalon ahol állt szálláshelyet építettek a velencei tisztviselők számára. A minaretből csak az alapok maradtak meg. A templomot a közelmúltban végzett restaurálási munkák során teljesen megújították.
- A török kor másik fennmaradt emléke Greben és Klissza között a vár lábánál található kút, mely máig használatban van.[6] A helyi lakosság a kutat a Három királyok tiszteletére nevezte el. Ez a név nem új keletű, hiszen már a 17. században felbukkan a „Fontana dei Tre Regi” név. A ciszterna faragott kövekből épült nyitott előtérrel és keleti csúcsíves boltozattal. A mihráb típusú építmények közé tartozik és ebben nem egyedülálló a török kutak között az országban, hiszen több és nagyobb hasonló kút van még használatban. A víz az iszlám vallás gyakorlásának alapvető szükséglete, hiszen az imát mindig a tisztálkodás előzi meg.
- A Nagyboldogasszony tiszteletére szentelt római katolikus plébániatemploma [7] Klissza Varoš nevű külvárosában áll. A törökök alóli 1781-es felszabadulás után épült az egyhajós templom, amelyet 1900-tól 1902-ig háromhajós épületté bővítettek. Tervezője Ćiril Metod Iveković építész volt. A templom északkeleti oldala mentén háromemeletes, dupla loggiás, piramis sisakos kőharangtornyot emeltek. A belső térben Vjekoslav Parać festőművész falfestményeinek ciklusa látható 1939-ből Klis középkori történetének jeleneteivel, amely a 20. század első fele monumentális figurális falfestészetének egyik legjelentősebb alkotása Horvátországban. Körülötte temető található.

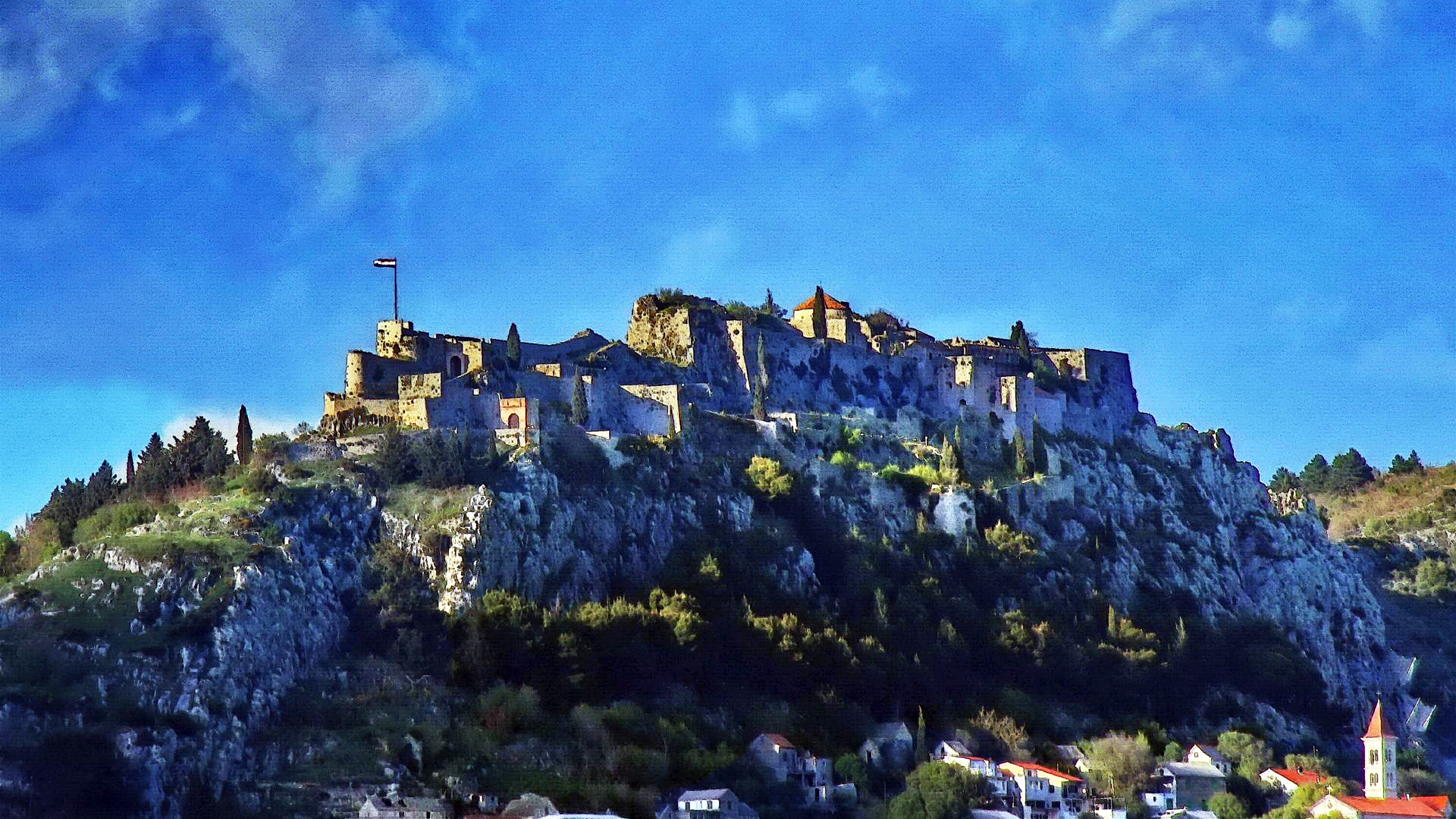
Klissza várának látképe délnyugatról

### Római emlékek a község területén
- A Salona – Klissza közötti római út régészeti lelőhelyei és az utat átszelő római vízvezeték maradványai
- Római kori leletek a salonai Üreges templomtól északra
- Villa rustica romjai a Radić-ház feletti platón freskó és mozaik töredékekkel
- Ókori boltozott sír Gornja Rupotinától északra
- Vlacišta – a Salona – Tilurium római út maradványai
- Klapavice – ókeresztény templom maradványai[8]

### Egyéb védett történelmi és kulturális emlékek
- A 13. századi Keresztelő Szent János templom a Klisszai mezőn[9]
- A középkori Szent György kápolna
- Markezina greda – vaskori erődített település maradványai a szárazon rakott falakkal
- Udovici – Šukina-barlang újkőkori lelőhely
- Lovruša – középkori temető és épületromok
- Mihovilovici – középkori erőd maradványai[10]
- Grla – ókori halomsírok
- Šutanj – ókori vármaradványok
- Konjsko, Crkvine és Krcine ókori halomsírok
- Šolakici – hét ókori halomsír a településtől délkeletre
- Prosina jama – tizenöt ókori halomsír
- Szent Mihály templom (1718)
- Tartaglia barokk kastélya
- Prugova – Szent Antal kápolna (1709)
- Prugova – Páduai Szent Antal templom (1880)
- Vucevici – Szent Antal templom (18. század) közelében ókori halomsírokkal
- Nisko – ókori vármaradvány
- A Jadro felső folyása védett ichtiológiai rezervátum. A patak melletti zöldövezet növényzete botanikai ritkaságokat (pl. mocsári ciprusok) tartalmaz.
- Odže – védett parasztházak
- Meštrovici – védett parasztházak
- Culici, Šeravici és Lasici – a hagyományos népi építészet emlékei

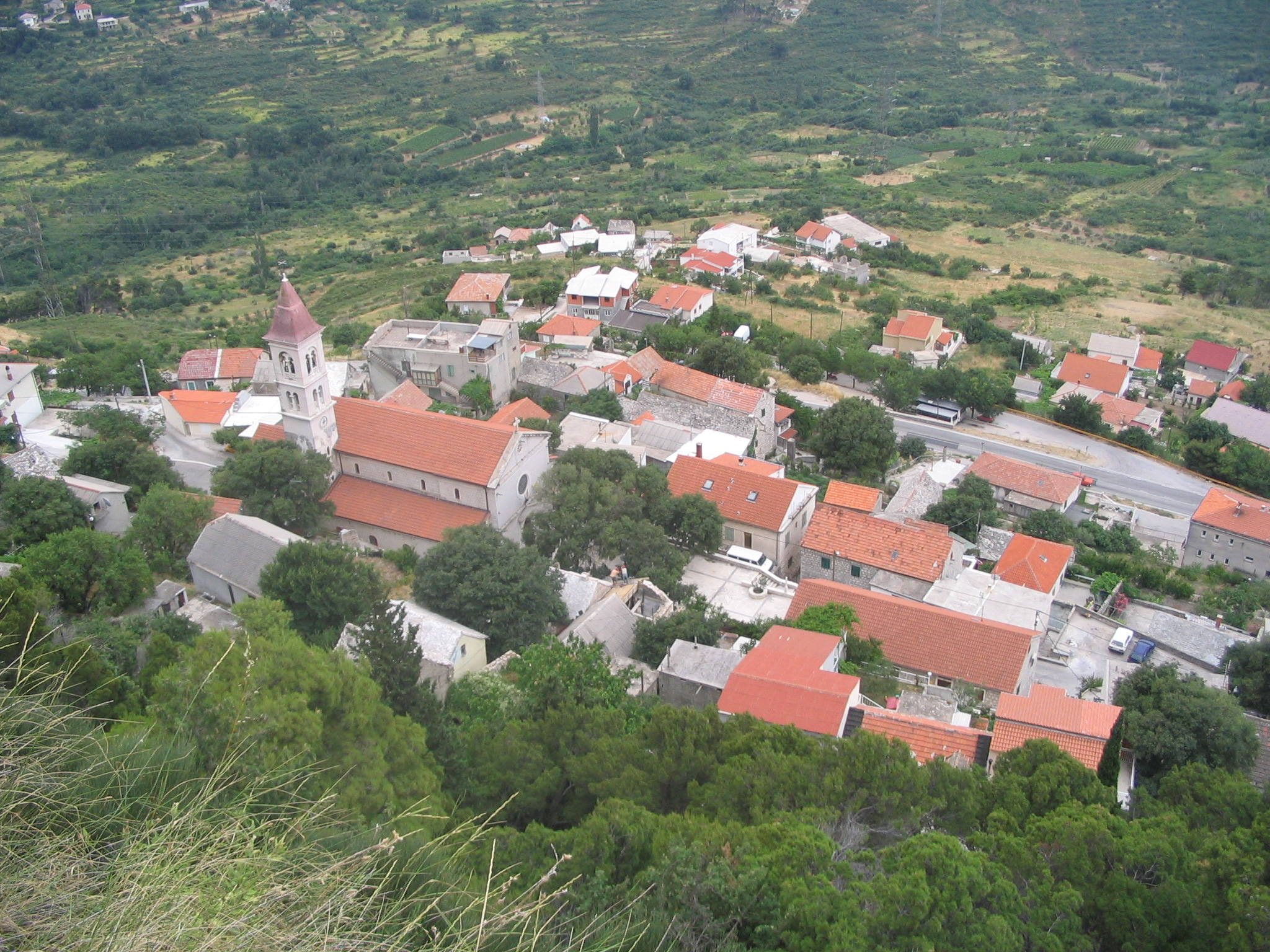
Klissza látképe a várból

## Gazdaság
A 19. században megindult a vidék ipari fejlődése. Ennek alapját a cementgyártás fontos alapanyaga, a márga adta, mely Split körül, a Kastelai- és a Salonai-medencében tiszta formában és nagy mennyiségben található. Az első cementüzem a Splithez tartozó Marjanon létesült, majd 1908-ban a Klisszához tartozó Majdanon a Jadro forrásánál felépítették az akkori legnagyobb cementgyárat, ahol megkezdődött a portland-cement gyártása. A gyár vízellátására közvetlenül a forrás után vízművet építettek. A gyár mintegy ezer embernek adott munkát Klisszán és környékén. A Split-Sinj vasútvonal 1903-ban érte el a települést, akkor épült fel Klissza-Megdanon a jellegzetes kő állomásépület. Ennek a vasútvonalnak azonban csak helyi jelentősége volt és önmagában nem hozott jelentős gazdasági fejlődést a település életében. Emiatt az 1950-es években be is zárták. Az 1950-es években a Klisszai-hegyszoroson át új utat építettek, melynek Solin – Klissza szakaszát 1956-ban fejezték be. Az útépítés legnehezebb része a tíz kilométeres vár alatti alagút volt.

## Oktatás
A település első iskolája 1845-ben nyílt meg a Varoš nevű településrészen a Perković család házában. Kezdetben a pap oktatott, majd az 1870-es évektől az egyház elveszítette az ellenőrzést az iskolák felett és államilag fizetett tanítók működtek. Az iskola négyosztályos volt, és az oktatás már jobb körülmények között a Džakula család házában zajlott. Az első iskolaépület csak 1909-ben létesült. 1926-tól már hatosztályosként működött. 1941-ben az iskolaépületet át kellett adni a katonaságnak és átmenetileg újra egy családi házban a Glavina család házában kellett oktatni. 1944-ben indult meg újra a tanítás a régi iskolaépületben. Az új iskola épülete 1977-ben épült fel, 1992-től a klisszai hős Kruzsics Péter nevét viseli.

## Kultúra és sport
- “Petar Kružić” horvát olvasókör (1910)
- ”Hrvatski sokol” egyesület (1911)
- ”Zrinski” horvát népi zenekar (1912)
- “Petar Kružić” kulturális és művészeti egyesület, tamburazenekarral Klis Rupotina (1934)
- “Zrinski” kulturális és művészeti egyesület
- “Petar Kružić” horvát énekegyüttes (1934)
- “Seljačka sloga” zenekar Klis Kosa (1936)
- ”Trpimir” horvát egyesület
- ”Art Clissa” képzőművészeti egyesület
- KUD „Mosor” kulturális és művészeti egyesület
- ”Kliski Uskoci” hagyományőrző egyesület
- ”Besida” nói kar
- “Mosor” Klis Kosa labdarúgóklub (1928)
- ”Uskok” Klis labdarúgóklub (1930)

## Híres emberek
- Itt született 1242. január 27-én Árpád-házi Szent Margit, IV. Béla király lánya.
- Itt hunytak el 1242-ben Margit és Katalin hercegnők, IV. Béla király lányai.
- Kruzsics Péter uszkók parancsnok, klisszai várkapitány, a  török elleni harcok hőse

## Galéria
- Klissza visszafoglalása – történelmi játék
- Kilkátás a várból Split városára
- Klissza védőfalai
- A vár bástyái háttárben a Mosor-hegységgel
- A Szent Vid templom – egykor dzsámi
- A várkapu a védőtoronnyal
- Kilátás a tenger felé
- Kruzsics Péter sírja Trsaton
- A Kruzsics család címere
- A vár bástyái
- IV. Béla menekülése
- Szent Margit szobra Budapesten a XI. kerületben